# Louis-François de Boufflers
Louis-François de Boufflers, född 10 januari 1644 och död 20 augusti 1711, var en fransk hertig av Boufflers och fältherre.
de Boufflers utnämndes 1693 till marskalk och försvarade 1695 Namur mot Vilhelm III av England och 1708 Lille mot prins Eugen av Savojen.